# Adrian Petriw
Adrian Petriw (ur. 5 sierpnia 1987) – kanadyjski aktor. Użyczył głosu Iron Manowi w Iron Man: Armored Adventures i Naoki w Nana. Pracował w Marvel Comics i Marvel Animation jako aktor głosowy, później użyczył głosu Hawkeye w Mściciele przyszłości. Użyczył również głosu Mitch Leckie w Edgemont, Kenowi w Barbie w świecie mody oraz Mędrcowi Woo i Czarnemu Pasiakowi w Hero 108.